# Liverpool Mercury

Le Liverpool Mercury fut le premier quotidien de la ville de Liverpool en Angleterre.

## Histoire
Le  Liverpool Mercury fut fondé en 1811, pour couvrir les activités du port et du commerce par Egerton Smith, fils d'un imprimeur et maître d'école qui approvisionnait les corsaires de la ville en vêtements et autres fournitures. Deux ans après sa création, c'est le premier journal anglais à tenir une chronique régulière sur les échecs. Il a pour concurrents locaux le Chronicle, et L'Albion,et contient des "articles de philosophie assez bien écrits pour intéresser toutes les classes de lecteurs" et s'illustre dans la "défense des principes libéraux", c'est-à-dire démocratiques. 
Après la mort du fondateur en 1841, le journal est repris par sa veuve et son fils, associés à des investisseurs. Il devient quotidien en 1858, puis dans les années 1900 fusionne avec le Liverpool Daily Post. 